# Оно Сінобу
Оно Сінобу   (яп. 大野 忍, 23 січня 1984) — японська футболістка, олімпійська медалістка.

## Клубна кар'єра
Оно народилася в місті Дзама 23 січня 1984 року. Виступала за «Ніппон ТВ Белеза» з 1999 по 2010 рік. За 12 сезонів вона зіграла 192 матчі і забила 136 голів. Вона була найкращим бомбардиром у трьох сезонах (2007, 2008 і 2010) і 3 рази була обрана найціннішим гравцем (2005, 2007 і 2010). Вона також 8 разів обиралася найкращою одинадцяткою (2001, 2002, 2005, 2006, 2007, 2008, 2009 і 2010). Клуб вигравав чемпіонат L.League 8 разів і 4 рази займав 2-е місце. У 2011 році вона перейшла до «ІНАК Кобе Леонесса» і стала найкращим бомбардиром разом з подругою по команді Нахомі Кавасумі. З 2013 року грала за «Олімпік Ліонне» (2013), ФК «Ельфен Саяма» (2013), «Арсенал» (2014) та «ІНАК Кобе Леонесса» (2015-2017). Наразі вона грає за Nojima Stella Kanagawa Sagamihara з 2018 року.

## Міжнародна кар'єра
У серпні 2002 року Оно була відібрана до збірної Японії U-20 для участі у чемпіонаті світу 2002 року серед дівчат до 19 років. Вона зіграла 4 матчі і забила 3 голи . 12 січня 2003 року вона дебютувала за збірну Японії у матчі проти Сполучених Штатів. Її першим великим турніром став Кубок Азії 2006 року, де Японія посіла четверте місце. Наступного року вона грала на чемпіонаті світу 2007 року, але Японія вилетіла на груповому етапі . Вона також брала участь у літніх Олімпійських іграх 2008 року та чемпіонаті світу 2011 року, де вона забила гол у матчі групового етапу проти Мексики, а Японія виграла чемпіонат. У фіналі Оно вийшла на поле проти збірної США . Потім вона виступала за збірну Японії, яка здобула срібну медаль на літніх Олімпійських іграх 2012 році. На чемпіонаті світу 2015 р. Японія посіла 2-е місце. На жіночому олімпійському відбірковому турнірі АФК 2016 року, після того, як Японія не змогла кваліфікуватися на літні Олімпійські ігри 2016 року. Цей турнір став її останнім матчем за Японію. До 2016 року вона зіграла 139 матчів і забила 40 голів за збірну Японії.

## Виступи на Олімпіадах
| Олімпіада   | Дисципліна | Місце |
| ----------- | ---------- | ----- |
| Пекін 2008  | футбол     | 4     |
| Лондон 2012 | футбол     | 2     |